# Hokejska zveza Slovenije
Hokejska zveza Slovenije (kratica HZS) je krovna športna organizacija na področju hokeja v Sloveniji. Organizira tekmovanja v različnih domačih hokejskih ligah in pokalih; pod njenim okriljem deluje tudi slovenska hokejska reprezentanca. 
Trenutni predsednik zveze je Matjaž Rakovec, nekdanja predsednika pa sta Ernest Aljančič in Damjan Mihevc.

## Lige
- Slovenska hokejska liga
- Slovenska mladinska hokejska liga
- Slovenska ženska hokejska liga

## Galerija
- Hokejska Reprezentanca U20 Slovenija Bled 2017 divizija 1 skupina B. 9. - 15. december 2017